# Osmantəpə
Osmantəpə ist eine frühneolithische Siedlung bei Kükü, einem Dorf des aserbaidschanischen Rajons Şahbuz in der Autonomen Republik Nachitschewan.

## Geographische Lage

Aserbaidschan im Südkaukasus

Die neolithische Siedlung Osmantəpə liegt rund 2400 Meter über dem Meeresspiegel in der Nähe des Dorfes Kükü (⊙) im Bezirk Şahbuz am Ufer des Qanlıgöl-Stausees (⊙) und teilweise unterhalb des Wassers. Die Entdeckung des Siedlungsplatzes erfolgte nach Ausschwemmungen der Artefakte am Ufersaum. Die Lage der Siedlung ist dadurch bedingt, dass das Gebiet der Siedlung von mehreren Wasserquellen umgeben ist, welche von den Nomadenstämmen genutzt werden konnten. Um das Wasser dieser Quellen anzusammeln, baute Shan Giray, der Gouverneur des Landkreises, dort bereits im Jahr 1865 einen Damm und schuf so den künstlichen See.

## Bisherige Forschung zum Neolithikum im Südkaukasus
In der Region Südkaukasus wird die Jungsteinzeit von den Archäologen in zwei kulturelle Phasen unterteilt, in ein frühes, präkeramisches Neolithikum und in ein späteres, keramisches Neolithikum. Die bisherigen Untersuchungen der steinzeitlichen Fundstätten der Region einschließlich Aserbaidschans zeigten zwar mehrere Perioden der Steinzeit von der frühen Altsteinzeit bis zur Jungsteinzeit, in den archäologischen Dokumentationen fehlen jedoch Radiokarbondatierungen, stratigraphische Zusammenhänge und paläoökologische Daten. Zudem wurde der Übergang von den epipaläolithischen Kulturen des frühen Holozäns zur Aratashen-Shulaveri-Shomutepe-Kultur (5500 bis 4000 v. Chr.) des späten Neolithikums und folgenden Eneolithikums bisher nicht ausreichend untersucht.
In der älteren Forschung waren die materiellen und kulturellen Relikte des südkaukasischen Neolithikums lediglich durch die archäologischen Fundplätze der Aratashen-Shomutepe-Shulaveri-Kultur und der Kültəpe-Kultur vertreten. Als ältestes archäologisches Denkmal des keramischen Neolithikums wird die Siedlung Kültəpe I in Nachitschewan angesehen, die zwischen 1951 und 1964 ausgegraben wurde. C14-Messungen zeigten, dass der Beginn dieser Siedlung auf ungefähr 6200 v. Chr. zu datieren ist.
Im Jahr 2015 publizierten Yoshihiro Nishiaki, Farhad Guliyev und Seiji Kadowaki ihre Funde von Haci Elamxanli Tepe (etwa 5950 bis 5800 v. Chr.) und Göytəpə (etwa 5650 bis 5450 v. Chr.) und stellten zwischen diesen einen auffälligen Unterschied in der Zusammensetzung des Fundmaterials fest: während im älteren Haci Elamxanli Tepe durchgängig weniger als 5 % Keramikfunde mehr als 95 % Steinartefakten gegenüber standen, veränderte sich in Göytəpə das Verhältnis von der ältesten zur jüngsten Schicht von ungefähr 10 % zu 90 % auf mehr als 75 % zu weniger als 25 %. Damit, so die Archäologen, sei der Beleg erbracht, dass nach einer Lücke von anderthalb Jahrhunderten (5800 bis 5650 v. Chr.) zwischen den beiden Fundplätzen in den Fundhorizonten von Göytəpə der Beginn der Keramikproduktion abgelesen werden könne. Die Archäologen schlossen durch den Vergleich ihrer Befunde mit denen benachbarter Länder ferner, dass das Neolithikum des Südkaukasus überall eine ähnliche Entwicklung genommen haben müsse. Intensive Keramikproduktion und der möglicherweise damit einhergehende Handel setzen eine entwickelte bäuerliche Lebensweise und die damit verbundene Sesshaftigkeit voraus. Neuere Studien zeigen tatsächlich, dass sich im keramischen Neolithikum des südlichen Kaukasus Landwirtschaft und Viehzucht als Wirtschaftsformen entwickelten. Versuche anderer Forscher, einen Übergang zwischen den mesolithischen Kulturen und den archäologischen Fundstellen des keramischen Neolithikums aufzuzeigen, also die oben beschriebene Lücke zwischen 5800 und 5650 v. Chr. zu schließen, waren hingegen nicht erfolgreich.
Die 2021 publizierten Funde und Befunde in der Siedlung Osmantəpə tragen dazu bei, diese Lücke zu schließen.

## Ausgrabung der frühneolithischen Siedlung Osmantəpə
Zum Ergebnis der Ausgrabung und Untersuchungen berichtet der verantwortliche Archäologe Vali Baxşəliyev, dass insgesamt mehr als 300 Werkzeuge aus Obsidian in der Siedlung gefunden worden seien, darunter acht Kerne und 159 Mikrolithen. Die Größe der Mikrolithen betrage im Durchschnitt etwa ein bis zwei Zentimeter. Die große Anzahl an Mikrolithen und die Kerne wiesen auf eine Obsidian-Werkstatt hin und eine damit verbundene gewisse Sesshaftigkeit der Produzenten. Für eine Sesshaftigkeit spräche ferner die – wenn auch geringe Menge – Keramik. Die Analyse einer Kohlenstoffprobe aus der oberen Siedlungsschicht ergab laut Baxşəliyev, dass diese ins 6. Jahrtausend v. Chr. datiere. Die Siedlung von Osmantəpə sei damit neben Kültepe I die zweite neolithische Siedlung in Nachitschewan, die den Übergang von der Wildbeutewirtschaft zum bäuerlichen Dasein und damit vom Nomadentum zur Sesshaftigkeit belegen würde.

### Obsidianwerkzeuge und Obsidianerschließung

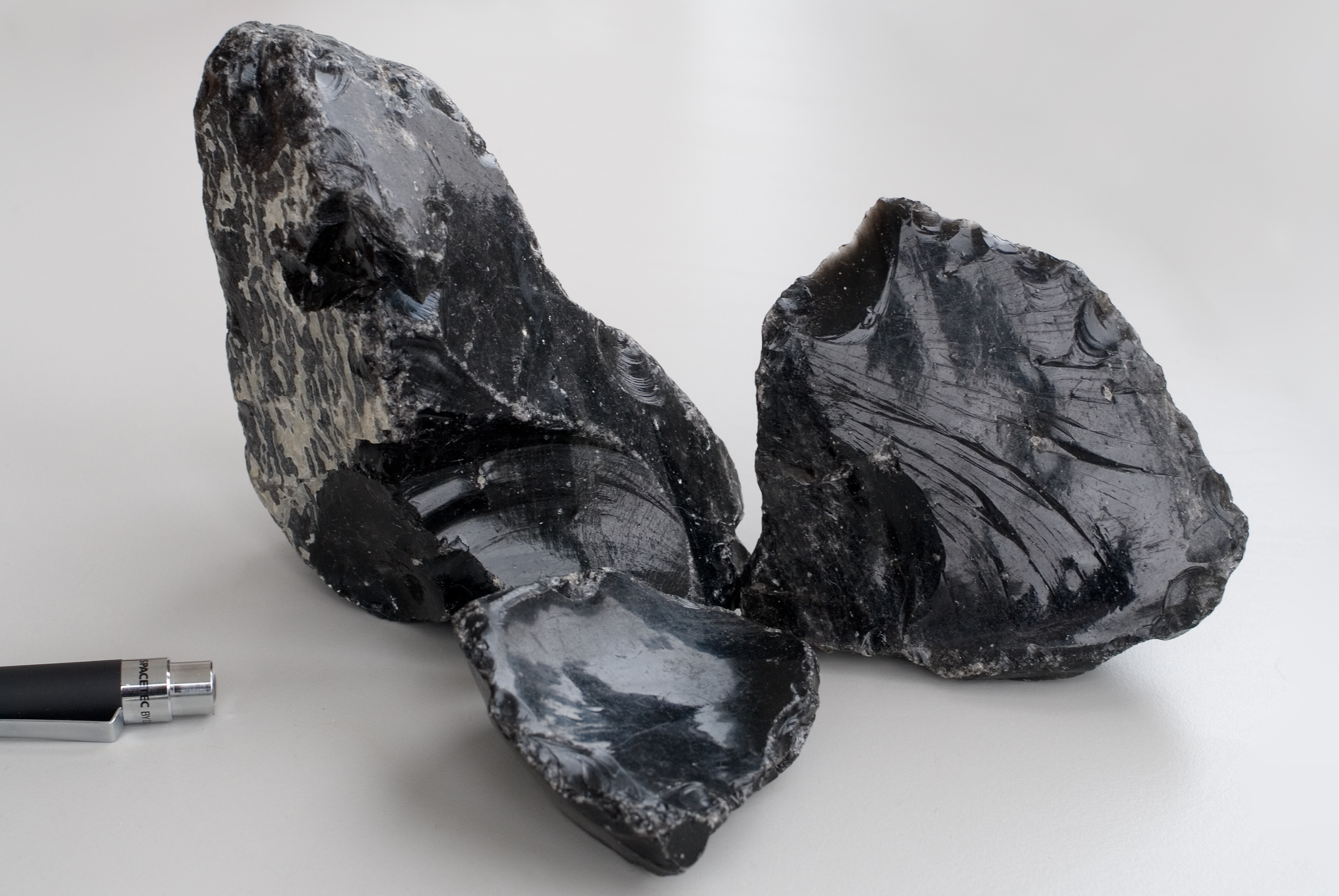
Scharfkantiger Obsidian mit typischem Muschelbruch. Obsidian ist ein natürlich vorkommendes vulkanisches Gesteinsglas (Beispielbild, nicht aus Osmantəpə)

Bei den Funden handelt es sich vorwiegend um Obsidianprodukte. Unter den frühen Werkzeugen überwiegen Obsidianklingen. Später hergestellte Produkte weisen eine größere Vielfalt der Werkzeuge auf, darunter befinden sich auch sogenannte Sichelzähne (sichelförmig gebogene Klingen). Einige der Werkzeuge weisen sogar multifunktionale Eigenschaften auf. Solche Formen sind bereits von anderen Fundplätzen des Mesolithikums und des frühen Neolithikums bekannt. Nach Baxşəliyev könnten die Untersuchungsergebnisse der Siedlung Osmantəpə dabei helfen zu klären, auf welche Weise die frühneolithischen Siedler Nachitschewans die Obsidianvorkommen erschlossen haben. Die Obsidianwerkzeuge seien hauptsächlich aus den im Südkaukasus vorkommenden Goycha- und Zangazur-Obsidianen gefertigt worden, was zusammen mit der lokal betriebenen Keramikproduktion (siehe weiter unten) für eine geschlossene südkaukasisch-frühneolithische Produktionsentwicklung sprechen könnte.

### Wirtschafts- und Siedlungsweise
Vali Bakhshaliyev weist darauf hin, dass die gefundenen Werkzeugformen mit kurzem Schaft für das späte Neolithikum im Südkaukasus nicht bekannt sind. Dies zeige, dass in Osmantəpə ein sehr früher Besiedlungsghorizont vorläge. Die typologische Bestimmung der Werkzeuge habe aber ergeben, dass die prähistorischen Menschen des Ortes vorwiegend Viehzucht betrieben hätten. Die Sichelzähne und die Keramik würden zudem agrarwirtschaftliche Aktivitäten der frühneolithischen Siedler bestätigen. Die mikroskopischen Untersuchungen der Werkzeuge aus Obsidian machten überdies deutlich, dass der archäologische Fundort von Osmantəpə kein vorübergehender Lagerplatz für den Transport von Obsidian gewesen sei. Die Menschen hätten dort nachweislich über eine längere Zeit gelebt. Auch würde der bei der Ausgrabung freigelegte und untersuchte Umfang und die Struktur einer Kulturschicht zeigen, dass dort dauerhaft Menschen ansässig gewesen wären. Da die Siedlung in einem Hochgebirge lag und das Klima dort im Winter sehr kalt ist, nehmen die Archäologen an, dass die frühe jungsteinzeitliche Siedlung Osmantəpə nur saisonal genutzt wurde. Dabei hätten die frühneolithischen Siedler in halb eingetieften Grubenhäusern gelebt. Grubenhäuser werden auch in der Gegenwart noch von halbnomadische Gruppen genutzt, die auf althergebrachte Art und Weise in der Steppe und von der Viehzucht leben.

## Einordnung
Nach Baxşəliyev zeige die Entdeckung geringer Mengen und kleiner Bruchstücke von Keramik, dass mit der frühneolithischen Siedlung Osmantəpə das frühe keramische Neolithikum in dieser Region gerade erst begonnen habe. Die Untersuchungsergebnisse zu den Obsidianmikrolithen unterstützen diese Schlussfolgerung. Für Baxşəliyev belegt der Befund von Osmantəpə den Übergang vom Mesolithikum zum frühen Neolithikum im Südkaukasus.